# بوب الشام
بوب الشام وهي مقاطعة صناعية ومنطقة سكنية في ناحية الفحامة في شمال بغداد عاصمة العراق، على الطريق الذي يربط بغداد بمحافظة ديالى ومحافظة كركوك وتقع بالقرب من بوابة بغداد الشمالية، بوب الشام في مقاطعة وزيرية بوب الشام رقم 10، مساحتها 6427.79 كيلومتراً مربعاً .

## أصل التسمية
جاءت تسميتها نسبة إلى أحد أبواب مدينة المنصور المدورة وهو باب الشام.
كانت المنطقة زراعية في الأساس، ولكن بعد توسع العمران والتطورات العصرية تحولت أغلب الأراضي فيها إلى مبانٍ صناعية حيث أُنشئت فيها عدة مصانع ومعامل حرفية وخاصة فيما يتعلق بصناعة المواد البلاستيكية ومواد البناء والصناعات الزجاجية كالأقداح والأباريق، وهنالك مصانع لبعض المستلزمات الطبية.
ولقد كان الشباب من سكنتها يعتبرون اليد العاملة لهذه الصناعات وبعد ذلك كان العمال يأتون للعمل في تلك المصانع من المناطق المجاورة إليها كالحسينية والراشدية ومناطق أخرى. ازدهرت هذة المنطقة في نهاية سبعينيات القرن العشرين وبداية الثمانينات والتسعينيات. وأخذت منتجاتها الصناعية تغزو السوق العراقية وتصدر إلى الأقطار المجاورة مثل الأردن وسوريا.